# Liohippelates pallipes
Liohippelates pallipes är en tvåvingeart som först beskrevs av Friedrich Hermann Loew 1863.  Liohippelates pallipes ingår i släktet Liohippelates och familjen fritflugor. Inga underarter finns listade i Catalogue of Life.